# Attwood
Attwood är en del av en befolkad plats i Australien. Den ligger i kommunen Hume och delstaten Victoria, omkring 17 kilometer nordväst om delstatshuvudstaden Melbourne. Antalet invånare är 3 261.
Runt Attwood är det mycket tätbefolkat, med 3 249 invånare per kvadratkilometer.. Närmaste större samhälle är Melbourne, omkring 17 kilometer sydost om Attwood. 
Runt Attwood är det i huvudsak tätbebyggt. Genomsnittlig årsnederbörd är 971 millimeter. Den regnigaste månaden är juni, med i genomsnitt 115 mm nederbörd, och den torraste är januari, med 34 mm nederbörd.